# Witold Zdzitowiecki
Witold Zdzitowiecki (22 października 1896 w Łomży, zm. 15 września 1960 w Gliwicach) – polski reżyser teatralny, aktor i śpiewak, najbardziej znany jako reżyser operetek. 

## Życiorys
Urodził się w rodzinie Zygmunta Zdzitowieckiego i Wandy z Trzaska-Niemirowskich. Wykształcenie uzyskał w gimnazjum, szkole muzycznej i na kursach dramatycznych Józefy Hryniewickiej. Podczas I wojny światowej przebywał w Moskwie, gdzie w 1916 nastąpił jego debiut aktorski (prawdopodobnie w Teatrze Polskim). W 1918 występował w Warszawie w teatrze Sfinks, w sezonie 1918/1919 w teatrze Czarny Kot, a w sezonie 1919/1920 w Teatrze Dramatycznym. Wtedy rozpoczął też pracę jako reżyser.
W 1920–24 występował w Teatrze Rozmaitości I Teatrze Reduta w Warszawie. W 1923 występował również w warszawskim kabarecie Stańczyk, oraz gościnnie w Teatrze Nowości. W latach 1924–26 należał do zespołu Teatru Miejskiego w Toruniu jako aktor, reżyser i kierownik literacki działu operetkowego. W sierpniu 1926 gościnnie występował we Włocławku. W sezonie 1926/27 pełnił funkcję kierownika artystycznego warszawskiego teatru Eldorado, w którym wystawiał m.in. operetki. W sezonach 1927–29 Zdzitowiecki wrócił do Teatru Miejskiego w Toruniu do pracy aktora i reżysera operetek oraz komedii muzycznych. W sezonie 1929/30 występował z polskim zespołem w Casino de Paris w Paryżu, w latach 1930–32 pracował i w Toruniu i w teatrze we Włocławku; w 1932 reżyserował przedstawienia operetkowe w Teatrze Wielkim w Poznaniu. Następnie pracował w Warszawie: w 1932–34 był aktorem i reżyserem w Teatrze 8.30, w latach 1934–36 był reżyserem w Teatrze Wielkim, w 1936 reżyserem w Teatrze Operetka przy ul. Karowej, a od listopada 1936 do wybuchu II wojny światowej kierownikiem artystycznym i reżyserem operetek w Teatrze 8.15. 
W latach 30. przymierzał się do debiutu filmowego, ekranizacji Portretu Doriana Graya. Główną rolę miał zagrać wypromowany przez reżysera aktor (a prywatnie kochanek), Harry Cort. Projekt nie doszedł jednak do skutku, z powodu aresztu Corta we Francji za posiadanie narkotyków w 1935. 
W sierpniu 1939 po premierze operetki "Panna Wodna" w Teatrze 8.15, Zdzitowiecki wygłosił polityczne przemówienie przeciwko niemieckiej operetce. W pierwszych miesiącach okupacji pisał artykuły do gazety podziemnej „Głos Polski”, drukowanej w mieszkaniu jego partnera, Karola Bendy. Zdzitowiecki przez kilka miesięcy ukrywał w swoim mieszkaniu dziennikarkę i pisarkę żydowskiego pochodzenia, Jadwigę Migową, oraz męża swojej gosposi, również Żyda.
Zdzitowiecki, szantażowany przez dyrektora jawnych teatrów Stanisława Heinricha ujawnieniem antyniemieckiej wypowiedzi z 1939, zgodził się objąć pracę w jawnych teatrach. Od 14 września 1941 r. do 2 czerwca 1944 r. pracował jako kierownik artystyczny, reżyser, aktor i komediopisarz w teatrze Maska. Za tę działalność 13 maja 1944 r. wyrokiem Kierownictwa Walki Podziemnej został ukarany publicznym ogoleniem głowy.
Po wojnie Zdzitowiecki procesował się o swoje dobre imię przed sądami i komisjami Związku Artystów Scen Polskich. 25 lutego 1945 r. został skreślony z listy członków ZASP, od którego to wyroku reżyser się odwołał. W jego obronie stanęło liczne grono artystów, którym pomagał w czasie okupacji. 7 grudnia 1947 r. został przywrócony do praw członka ZASP, z "surową" naganą.
Pod koniec lat 40. i w latach 50. Zdzitowiecki reżyserował jeszcze m.in. w Warszawie, Łodzi i Gliwicach, ale nie odzyskał już dawnej pozycji w artystycznym świecie. Przez wiele lat zajmował się pracą pedagogiczną; jego uczniami byli m.in. Barbara Kostrzewska, Lucyna i Feliks Szczepańscy, Marian Wawrzkowicz, Beata Artemska, Elżbieta Zakrzewska, Wanda Polańska. Zmarł 15 września 1960 r. w Gliwicach w wieku 64 lat.